# Libnetis tristis
Libnetis tristis is een keversoort uit de familie netschildkevers (Lycidae). De wetenschappelijke naam van de soort werd in 1993 gepubliceerd door Sergey Vasiljevich Kazantsev.